# كأس السوبر الألباني 1990
بطولة كأس السوبر الألباني 1990 هي النسخة الثانية من بطولة كأس السوبر الألباني ، لعب يوم 11 يناير 1991 في الاستاد الوطني بتيرانا ، بين فريق فلامورتاري فلوري الفائز بكأس ألبانيا وفريق دينامو تيرانا الفائز بالدوري. وقد انتهت المباراة بفوز فلامورتاري فلوري بالمباراة بنتيجة 5–4 بركلات الترجيح بعد انتهاء الوقتين الأصلي والإضافي بالتعادل الإيجابي بين الفريقين بثلاثة أهداف لكل منهما ، ليحصد لقبه الأول في تاريخ البطولة.

## التفاصيل
| فلامورتاري فلوري | 3–3 (ب.و.إ.) | دينامو تيرانا                |
| ---------------- | ------------ | ---------------------------- |
| كوشتا 4' (ركلة.) |              | تاهيري 39'، 41' · سليمان 83' |

| الحكام المساعدون: بيتريت براخيا هايرو ييسكاي | قوانين المباراة - 90 دقيقة. - 30 دقيقة من الوقت الإضافي إذا لزم الأمر. - ركلات جزاء ترجيحية إذا استمرت النتيجة متعادلة. |